# Александър Николов
Вижте пояснителната страница за други личности с името Александър Николов.
Александър Георгиев Николов с прякор Сашо Сладура е български джазов музикант и художник портретист. Дисидент, убит от комунистическия режим в България.

## Биография
Той е роден на 15 септември 1917 година в Плевен. Неговият баща, инж. Георги Николов, завършил в Прага, е един от създателите на Борисовата градина в София, Кайлъка в Плевен и Цар-Симеоновата градина в Пловдив. Майка му Екатерина Ендерс е чехкиня, дядо му е швед, управител на голям чешки замък. Александър учи в италианското училище и във френския колеж „Свети Августин“ в Пловдив, след това следва в консерваторията в Прага.
След като се завръща в България известно време свири в Царския симфоничен оркестър, който след Деветосептемврийския преврат е разформирован в този си вид. Започва да свири в салонни оркестри. Част е от прочутите навремето състави „Джаз Овчаров“ на Асен Овчаров, Джаза на оптимистите, оркестрите на Димитър Ганев и Емил Георгиев. Когато бившият Царски симфоничен оркестър е реорганизиран в Държавен симфоничен оркестър постъпва отново в него, но напуска, защото не иска да бъде ограничаван.
В началото на 50-те години е концертмайстор в първия български голям естрадно-джазово-симфоничен оркестър с диригент Руслан Райчев.
След това е солист цигулар в оркестъра на ресторант „България“, където става любимец на публиката и заради веселия си и шеговит нрав получава прякора Сашо Сладура. Изпълненията му на френски шансони и танга стават легендарни. Между изпълненията разказва вицове, като не щади никого.
Освен музикант, Сашо Сладура е добър художник портретист, пише и стихове.
След 1956 г., когато Тодор Живков идва на власт, се предприемат мерки против него. Държавна сигурност го следи, агенти го подслушват и докладват. На 25 декември 1959 г. е осъден на една година затвор за уронване престижа на народната власт и на българо-съветските отношения. Излежава 7 месеца затвор.
Освободен е за кратко, но още на 19 август 1960 г. по заповед на МВР е изселен в разградското село Ушинци и работи в местното ТКЗС. Междувременно още в края на 1959 г. Мирчо Спасов започва да съставя списък за ликвидиране на „упадъчни елементи“ и Сашо Сладура е на челно място.
На 15 септември 1961 г. със заповед № 234 на Мирчо Спасов е изпратен в трудовия концентрационен лагер край Ловеч. Според някои сведения музикантът е убит още в деня на пристигането си. Според други успява да преживее само 11 дни и след побои, малтретиране, унижения и подигравки е убит на 44 години. В смъртния му акт вписват датата 26 септември 1961 г., а като причина за смъртта – ангина.
Липсват голям брой данни за живота му поради унищожаване на информацията за него от комунистическия режим в България.
За него Николай Корабов казва: „За мен Сашо Сладура олицетворява реализацията на свободния дух в едно несвободно, тоталитарно време“.

## Памет
В Пловдив има паметник на Александър Николов – Сладура. Открит е през 2002 г., намира се между Академията за музикално, танцово и изобразително изкуство и Античния театър.
В софийския квартал „Кръстова вада“ улица е кръстена на него.(Карта)
За Сашо Сладура в създаден филмът „Мелодия за чук и цигулка“ (1991, реж. Огнян Логофетов).
За него е написан романът на Димитър Коруджиев „Преди да се умре: Фантазия за Сашо Сладура“ (1995).